# Высокое (Краснознаменский район)
Высокое (до 1938 — Алькснупёнен (нем. Alxnupönen), до 1946 — Альтснаппен (нем. Altsnappen)) — посёлок в Краснознаменском городском округе Калининградской области. Входил в состав Добровольского сельского поселения.

## Население
| 1867 | 1871 | 1885 | 1910 | 1933 | 1939 | 2002 |
| ---- | ---- | ---- | ---- | ---- | ---- | ---- |
| 502  | ↗534 | ↘441 | ↘376 | ↘363 | ↘358 | ↘139 |
| 2010 |      |      |      |      |      |      |
| ↘117 |      |      |      |      |      |      |

## История
Населённый пункт Альтснаппен в 1946 году был переименован в посёлок Высокое.